# Dániel Varró

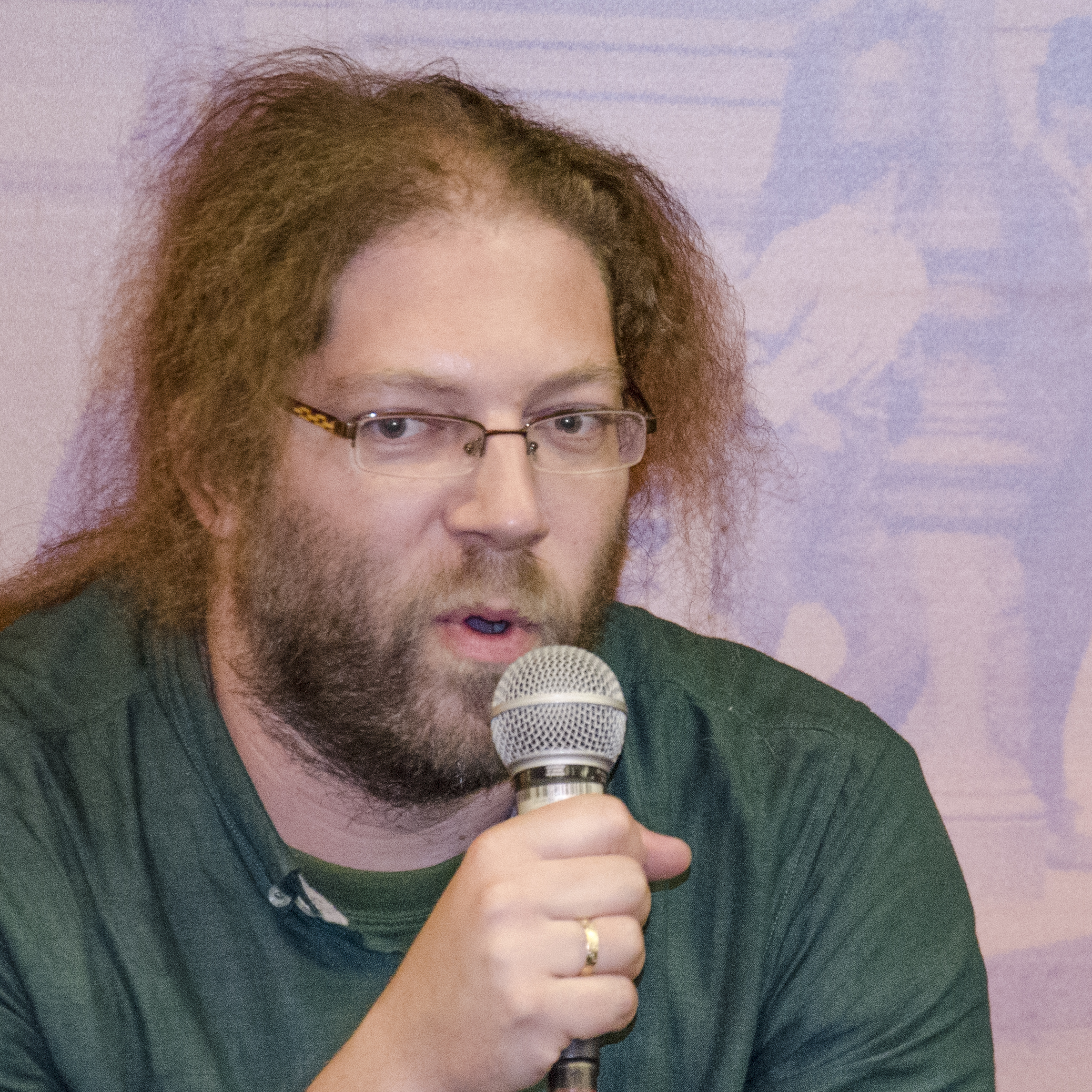
Göteborg 2015

Varró Dániel (n. 11 septembrie 1977) este un poet, traducător maghiar. 
1. ↑  Dániel Varró, MAK
2. ↑  Varró Dániel, Discogs, accesat în 9 octombrie 2017
3. 1 2  Czech National Authority Database, accesat în 7 martie 2023